# Rhabderemia africana
Rhabderemia africana är en svampdjursart som beskrevs av van Soest och Hooper 1993. Rhabderemia africana ingår i släktet Rhabderemia och familjen Rhabderemiidae.
Artens utbredningsområde är havet utanför Sverige. Inga underarter finns listade i Catalogue of Life.